# CLS Music
A CLS Music egy budapesti székhelyű független lemezkiadó, amelyet 2002-ben alapítottak CLS Records néven. A cég 2010-ben változtatta meg a nevét CLS Musicra, hogy kifejezze a tevékenységi körükben bekövetkezett hangsúly áthelyeződést a lemezkiadásról a szélesebb körű zenei menedzseri tevékenység felé. A vállalat a külföldi független és elektronikus zenei kiadványok egyik jelentős magyarországi terjesztője.

## A CLS Musichoz szerződött néhány művész
- 30Y
- Anima Sound System
- ByeAlex
- Compact Disco
- Fábián Juli & Zoohacker
- Irie Rock Trió
- Irigy Hónaljmirigy
- Karányi
- Rúzsa Magdi
- Ocho Macho
- Sziámi
- Tankcsapda
- Yonderboi
- Zagar
- Varga Zsuzsa

## További oldalak
- Lemezkiadók listája

## Külső hivatkozások
- Official site